# Ficedula mugimaki
El papamoscas mugimaki (Ficedula mugimaki), es una especie de ave paseriforme de la familia Muscicapidae que vive en el este de Asia. El nombre «mugimaki» viene del japonés, y significa «sembrador de trigo».

## Descripción
Mide entre 13 y 13,5 centímetros de largo. El macho adulto tiene las partes superiores negruzcas con una lista superciliar blanca detrás del ojo, un parche alar blanco, bordes blancos en las terciarias y en la base de las plumas exteriores de la cola. El pecho y la garganta son de color anaranjado mientras que el vientre y las coberteras infracaudales son de color blanco. La hembra es de color pardo grisáceo por encima, con el pecho y la garganta de color anteado anaranjado claro. La hembra carece de blanco en la cola, tiene una o dos barras pálidas en las alas y lista superciliar es débil o inexistente por completo. Los machos jóvenes son similares a la hembra, pero tienen el pecho de color naranja brillante, la cola blanca y una ceja más obvia.

## Distribución
Se reproduce en el este de Siberia y el noreste de China. Es una especie migratoria, pasa el invierno en el sudeste de Asia, alcanzando el oeste de Indonesia y las Filipinas. Hay un único registro de un ave vagabunda en Alaska, en Shemya Island en 1985. Un pájaro registrado en Humberside, Inglaterra en 1991 no fue aceptado en la categoría A, de ave silvestre, pero fue puesto en una categoría D, es decir, probablemente sea de procedencia en cautividad. Fue retenido en la categoría D, tras una revisión en 2009.